# سبر (جنس)
سُبَر أو أبو اليسر (الاسم العلمي: Glareola)، جنس طير من فصيلة السبريات. اسمه العلمي تصغير لكلمة glarea اللاتنية التي تعني "الحصى"، في إشارة إلى موطن التعشيش النموذجي له. أنواعه سبعة.

## الأنواع
- أبو اليسر مطوق (Glareola pratincola)
- أبو اليسر شرقي (Glareola maldivarum)
- أبو اليسر أسود الجناح (Glareola nordmanni)
- أبو اليسر المدغشقري (Glareola ocularis)
- أبو اليسر الصخري (Glareola nuchalis)
- أبو اليسر الرمادي (Glareola cinerea)
- أبو اليسر صغير (Glareola lactea)